# Sårad dansk soldat
Sårad dansk soldat (danska: En såret dansk kriger) är en oljemålning av Elisabeth Jerichau Baumann från 1865.
Den av tyska föräldrar utanför Warszawa födda Jerichau Baumann utbildade sig i Düsseldorf som vid tiden var ett viktigt konstcentrum. Hon reste 1845 till Rom där hon mötte den danske skulptören Jens Adolf Jerichau som hon gifte sig med året därpå. De bosatte sig i Köpenhamn 1849 då maken utnämnts till professor vid konstakademins modellskola. I Danmark mottogs hon med skepticism, dels för att hon var kvinna och dels på grund av sin tyska börd mot bakgrund av slesvig-holsteinska kriget 1848–1851 och dansk-tyska kriget 1864. Hon försökte överbrygga detta med att måla nationalistiska motiv som Moder Danmark (1851) och en rad porträtt av kända danskar såsom H.C. Andersen. 
Det var först 1865, med Sårad dansk soldat som hennes genombrott i Danmark kom. Det var då hon accepterades av det danska kulturetablissemanget; målningen inköptes 1867 av Den Kongelige Malerisamling som sedermera blev Statens Museum for Kunst. I målningen förenar hon genremåleriets lokala värld med det storpolitiska patriotiska måleriet. Den tappra soldaten har offrat sig för fosterlandet i det dansk-tyska kriget och ligger nu med bandage om huvud och mitella om armen i det trygga hemmet. Den unga frun spelar rollen som tröstande sjuksköterska och beskyddare av nationens dygder och seder. 